# Monument des Glaukos

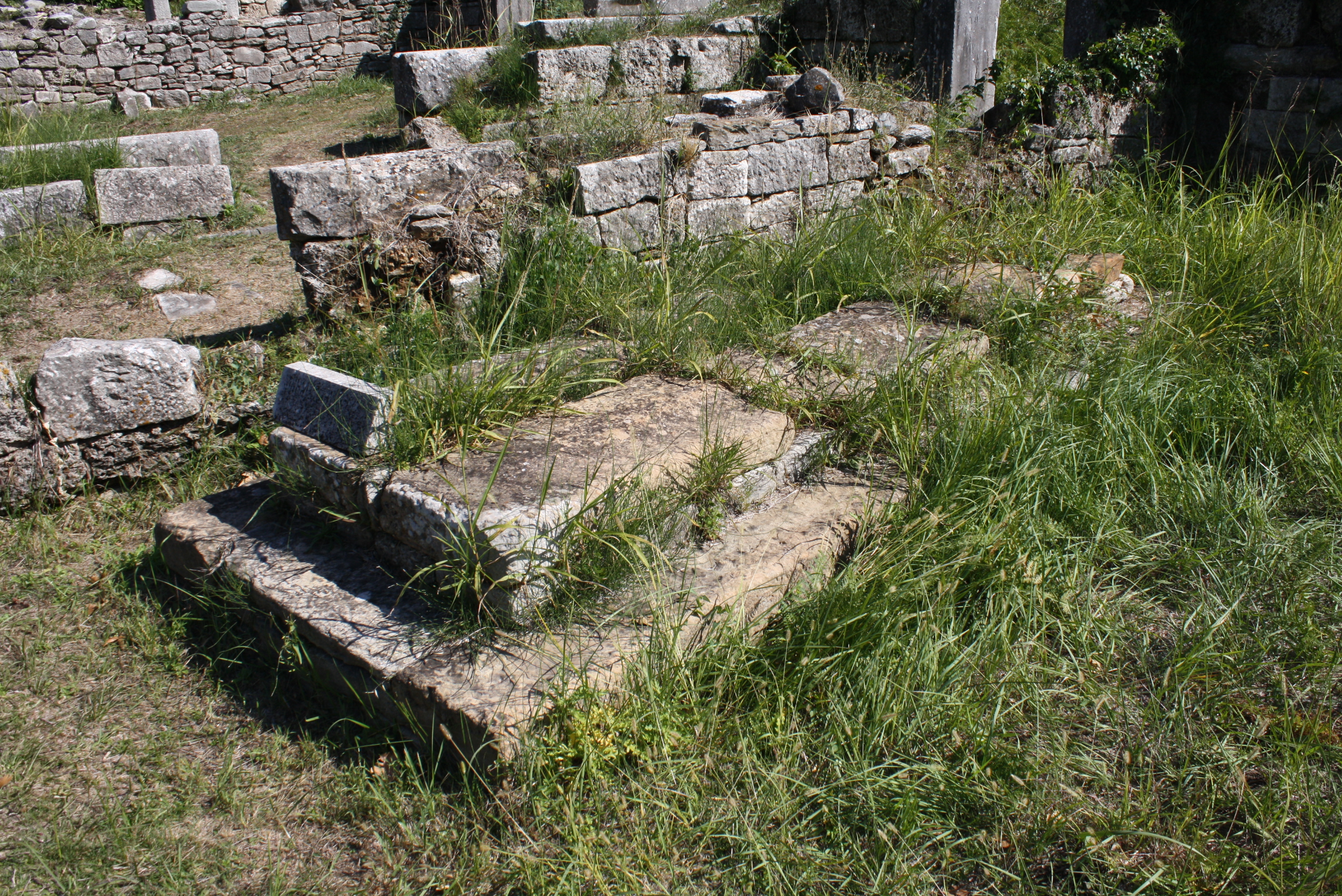
Die heute erhaltenen zwei Steinlagen des Glaukos-Monuments von Westen

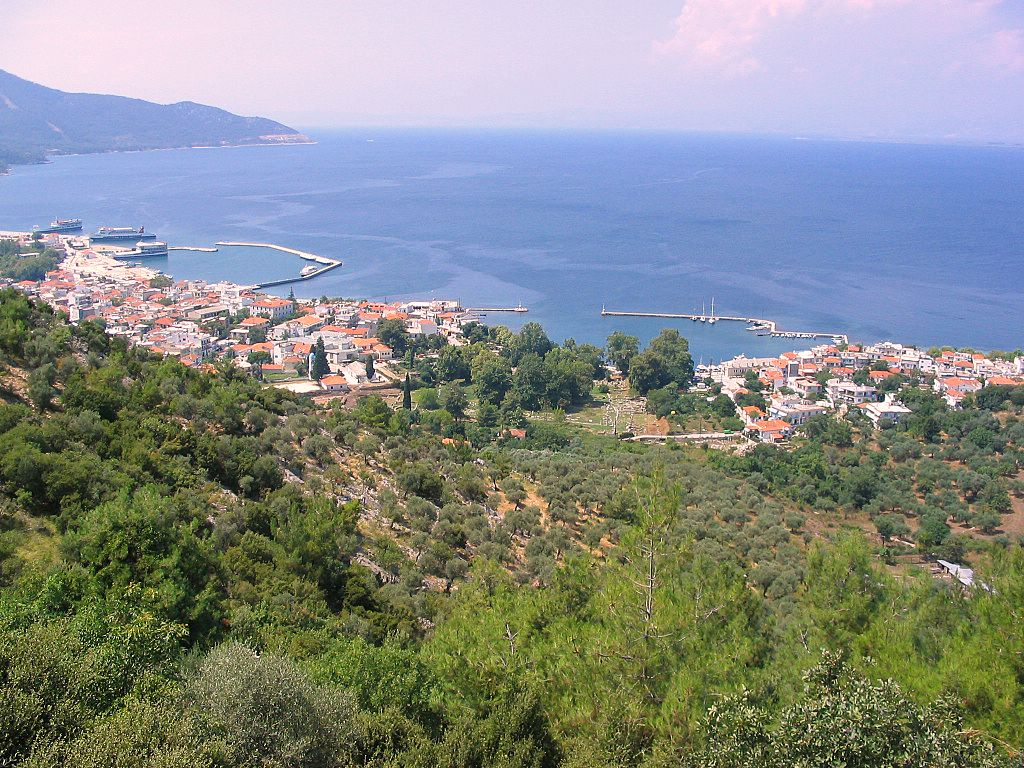
Blick auf die geschützte Lage der Stadt Thasos an einer Bucht der gleichnamigen Insel; die Grünfläche direkt am Ufer in der Mitte des Bildes ist das Areal der antiken Agora und Standort des Glaukos-Monuments

Das Glaukos-Monument war ein Denkmal oder Grabmal auf dem Marktplatz (Agora) der antiken griechischen Stadt Thasos auf der gleichnamigen Insel Thasos in der Nordägäis. Es ehrte Glaukos von Paros, der im 7. Jahrhundert v. Chr. eine wichtige Rolle bei der Gründung der Stadt Thasos im Rahmen der Griechischen Kolonisation spielte. Heute ist von dem Monument lediglich ein zweistufiges Steinfundament erhalten, in dessen einen Stein eine knappe griechische Inschrift eingemeißelt ist. Diese lässt sich auf etwa 600 v. Chr. datieren und nennt außer dem Geehrten auch die Initiatoren oder Erbauer des Monuments, die sich als „Söhne des Brentes“ bezeichnen. Das Glaukos-Monument befand sich an einem zentralen Ort der frühen Stadtentwicklung von Thasos und blieb dort über Jahrhunderte hinweg sichtbar. So wurde es auch bei der Errichtung der Säulenhallen auf der Agora nicht abgerissen, sondern in das neue Gebäude integriert. Glaukos muss also noch lange für die Stadt Thasos von Bedeutung gewesen sein, vermutlich weil er – wie viele griechische Städtegründer – als Heros verehrt wurde.

## Die Person Glaukos
Glaukos ist durch mehrere Erwähnungen in den erhaltenen Werkfragmenten des Dichters Archilochos bekannt, die aber aufgrund ihrer fragmentarischen Erhaltung nur wenige präzise Aussagen über seine Biographie zulassen. Sicher ist, dass er von der Ägäisinsel Paros stammte und in bedeutender Funktion an der Gründung von Thasos, einer Tochterstadt (Apoikia) von Paros, teilnahm (siehe Griechische Kolonisation). Beispielsweise wurde vermutet, dass einige Zeit nach der ursprünglichen Expedition zur Stadtgründung, die in die Jahre um 680/670 v. Chr. datiert wird, eine zweite Gruppe von Kolonisten von Paros aus als Verstärkung der bisherigen Siedler nach Thasos geschickt worden sei und dass Glaukos der Anführer dieser Gruppe war. Archilochos schildert in den erhaltenen Fragmenten seines Werkes Glaukos im Kampf gegen Feinde und als Eroberer neuen Territoriums, bezeichnet ihn an einer Stelle aber auch als „Hornbildner“ (griechisch κεροπλάστης). Diese Passage lässt sich nicht völlig sicher deuten – sie dürfte am ehesten auf das gepflegte lockige Haar des Glaukos abzielen, könnte aber auch eine sexuelle Anspielung sein.

## Beschreibung und Geschichte

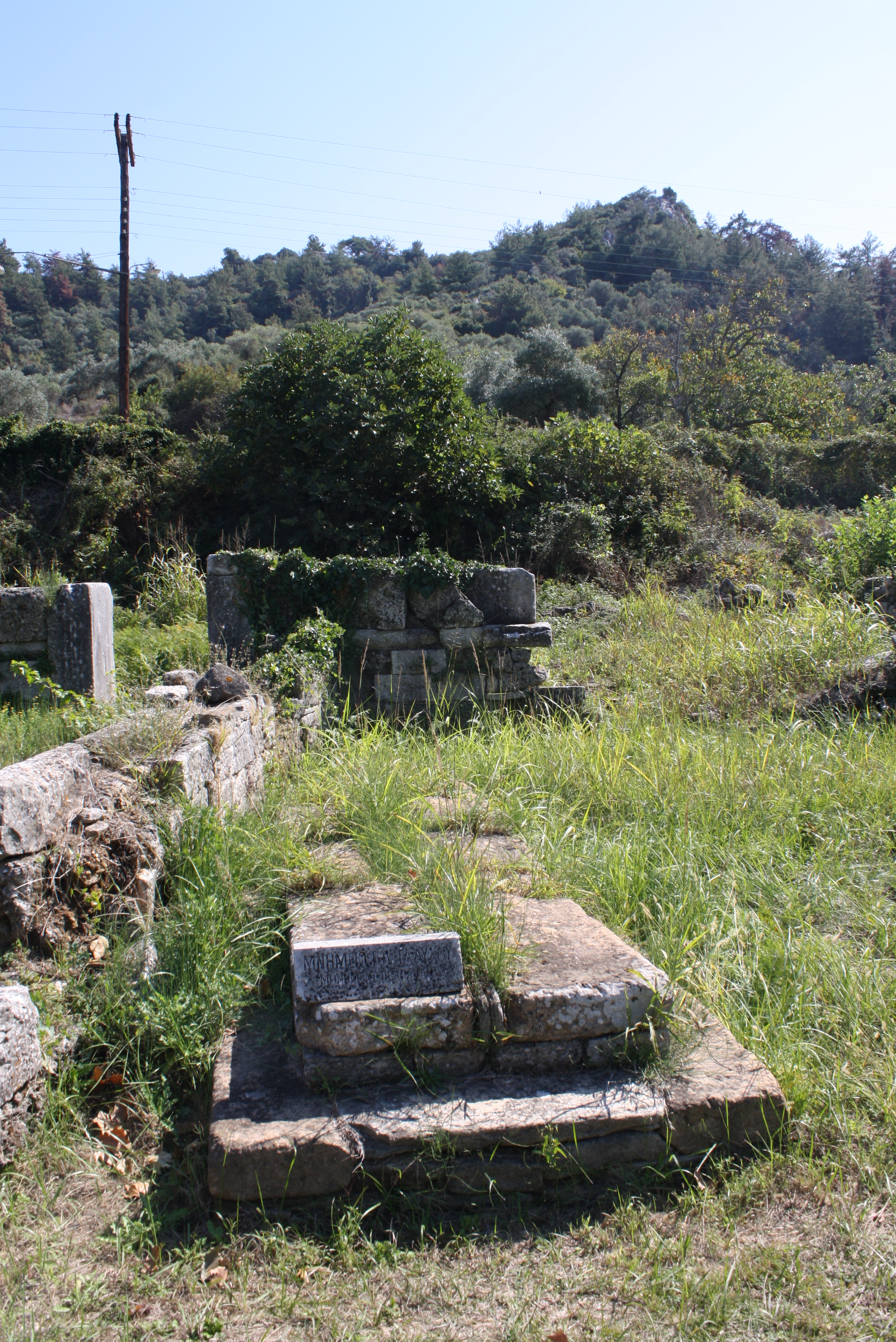
Glaukos-Monument von Nordwesten, links im Bild die nordöstliche Schmalseite des später errichteten Säulensaals der Agora

Das Glaukos-Monument wurde bei den Ausgrabungen der École française d’Athènes auf der Agora von Thasos ganz im Osten der Anlage entdeckt. 1920 stießen die französischen Forscher erstmals auf den Steinsockel, legten ihn jedoch nicht vollständig frei, sodass die Inschrift nicht zutage trat. Die vollständige Freilegung erfolgte erst 1954. Erhalten ist eine langgestreckte Steinbasis, die aus zwei treppenartig aufeinandergesetzten Stufen besteht. Die untere Stufe misst 4,53 m in der Länge und 1,785 m in der Breite. Für die Errichtung der Basis wurden ungewöhnlicherweise mehrere Steinarten verwendet, nämlich Gneis, ein weißer Marmor und gelbliches Porosgestein. Auf einem der insgesamt zwei Marmorblöcke, die in die obere Stufe dieses Fundamentes eingearbeitet waren, befindet eine Inschrift, die heute im Archäologischen Museum von Thasos aufbewahrt wird. Der Inschriftenblock misst 51 × 30 × 18 cm. Auf den heute erhaltenen Teilen des Denkmals dürfte sich in der Antike als eigentlicher Blickfänger noch eine Bildstele mit einer gemalten oder als Relief eingemeißelten Darstellung befunden haben.
Das Glaukos-Monument stellt den ältesten bekannten Befund der Platzanlage dar, die sich später zum Zentrum des politischen und wirtschaftlichen Lebens der Stadt entwickelte, zu dieser frühen Zeit aber noch außerhalb des besiedelten Areals gelegen zu haben scheint. Einige Zeit nach seiner Errichtung, im dritten Viertel des 6. Jahrhunderts v. Chr., kam es zu Umbaumaßnahmen im Bereich des Denkmals, bei denen es möglicherweise umgelagert oder zumindest erhöht wurde. Zu diesem Zeitpunkt befand sich die Konstruktion vermutlich noch im Freien, beim späteren Ausbau des Platzes wurde sie allerdings zunehmend von monumentalen Bauwerken und Denkmälern umgeben und im 1. Jahrhundert v. Chr. oder kurz nach der Zeitenwende sorgfältig in einen neu angelegten langen, von Säulen getragenen Saalbau (Hypostyl) integriert. Da sich das Glaukos-Monument ganz am Nordostende des Saalbaus befand und in seiner Ausrichtung leicht von diesem abwich, sahen sich die Architekten der römischen Zeit gezwungen, die östliche Ecke des alten Denkmals in den Mauerzug ihres Gebäudes hineinragen zu lassen. In der römischen Kaiserzeit scheint der heute sichtbare Sockel samt Inschriftenstein völlig von Erde überdeckt gewesen sein. Dass zu dieser Zeit das gesamte Denkmal für den Stadtgründer in Vergessenheit geraten war, ist jedoch unwahrscheinlich – vielleicht war die Stele oder Skulptur, die auf dem Inschriftenstein montiert war, weiterhin sichtbar.

## Inschrift

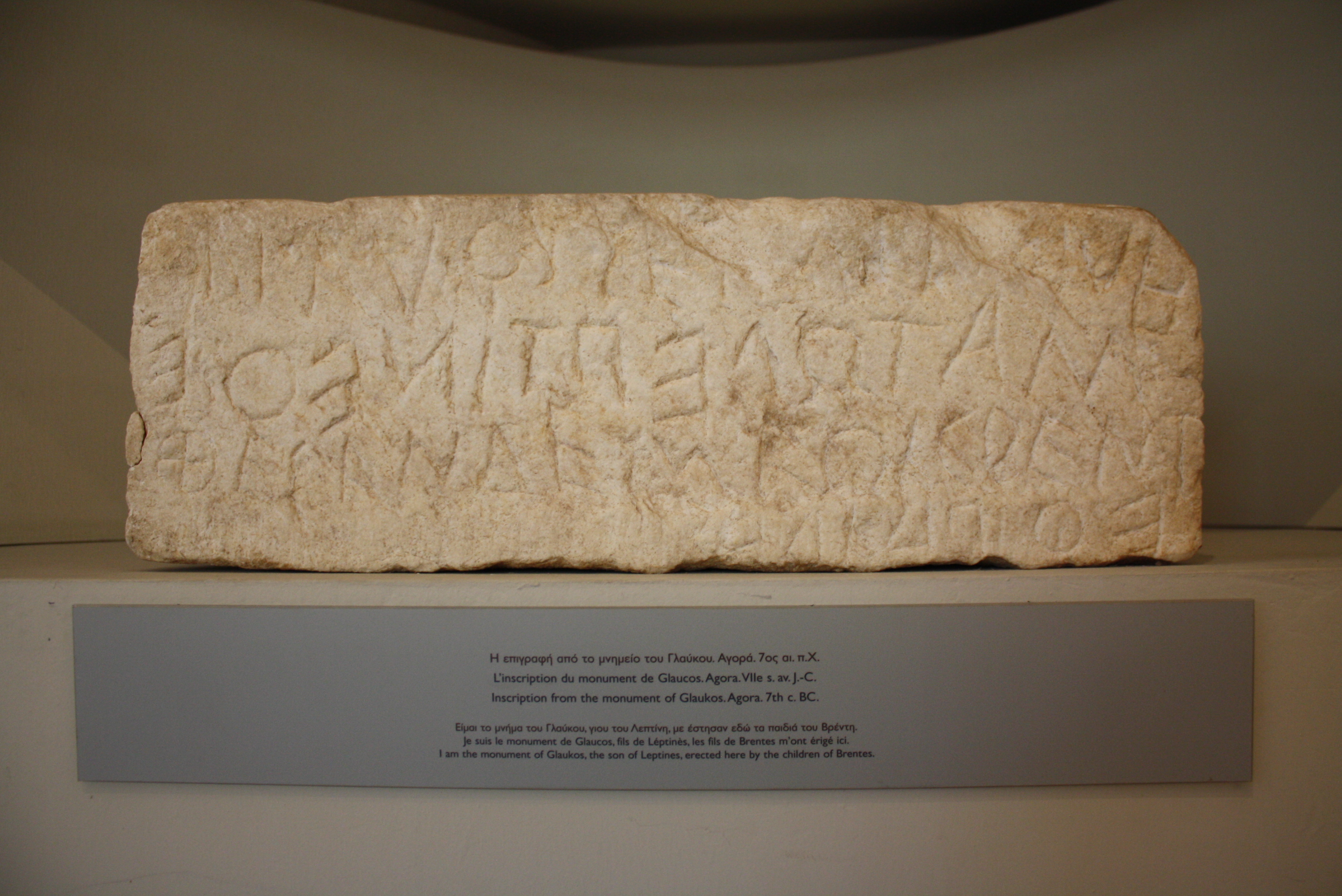
Inschrift des Glaukos-Monuments im Archäologischen Museum von Thasos

Auf der Inschrift, die direkt bei der Steinbasis gefunden wurde, beruht die Zuordnung des Denkmals. Der Text darauf ist wie bei vielen Inschriften dieser Epoche bustrophedon geschrieben, das heißt, die Schrift beginnt nicht in jeder Zeile auf der gleichen Seite, sondern unter dem letzten Buchstaben der vorherigen Zeile. Die Schreibrichtung wechselt also zwischen rechtsläufig (Zeilen 1 und 3) und linksläufig (Zeilen 2 und 4). Ebenso üblich war es, jede Zeile ohne Rücksicht auf Silbentrennung bis zum Ende vollzuschreiben, die Wörter werden also bei Zeilenumbrüchen völlig beliebig zertrennt.
Der Text der Inschrift lautet: Γλαύϙο εἰμὶ μνῆ|μα το͂ Λεπτίνεω · ἔ|θεσαν δέ με οἱ Βρέντ|εω παῖδες (Mit einem senkrechten Strich sind gemäß dem Leidener Klammersystem die Zeilenumbrüche markiert).
Übersetzt werden kann die Inschrift wie folgt: „Ich bin das Monument/Grabmal des Glaukos, Sohn des Leptinos. Die Söhne des Brentes haben mich errichtet.“
Der Text kann aufgrund der Schreibweise und der Buchstabenformen auf etwa 600 v. Chr. datiert werden. Verwendet wurde das parische Alphabet, das die Gründer von Thasos aus ihrer Heimat mitgebracht hatten Damit ist die Inschrift des Glaukos-Monuments eine der ältesten erhaltenen griechischen Inschriften überhaupt. Dass der Stein von sich selbst in der ersten Person spricht, ist typisch für diese frühen Inschriften der archaischen Zeit.

## Einordnung

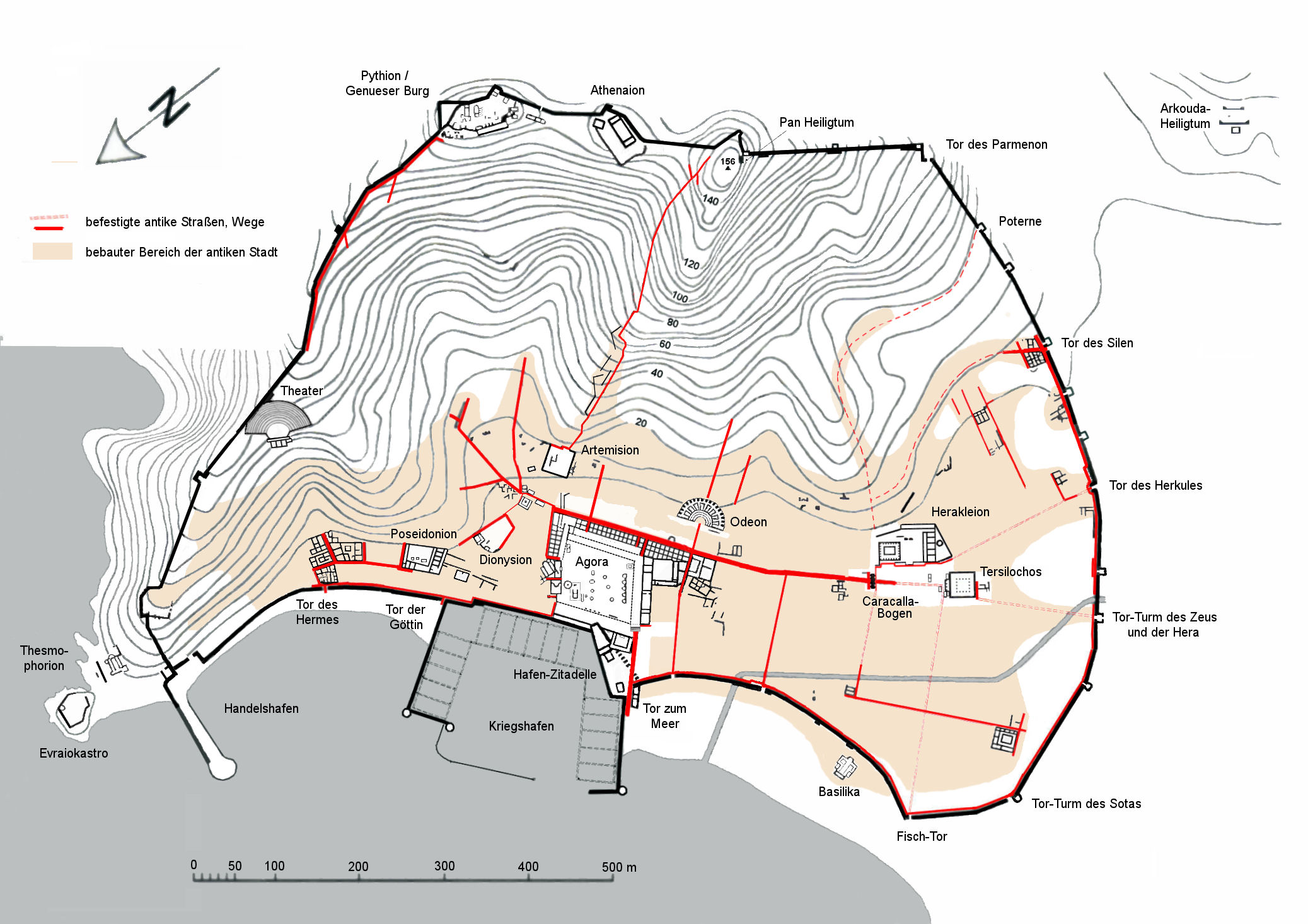
Plan der antiken Stadt Thasos; im östlichen (auf dieser Karte: im oberen linken) Eck der Agora befand sich das Glaukos-Monument

Der allgemeine Typ des Denkmals und der Inschrift entspricht den Heroengräbern, die in vielen griechischen Kolonien für den jeweils verantwortlichen Stadtgründer (oikistai) errichtet wurden. Da jedoch kein Grab beim Glaukos-Monument gefunden wurde, ist wahrscheinlich, dass es sich um ein Kenotaph handelt. Ein solches ‚Scheingrab‘ kann entweder zusätzlich zu einem tatsächlichen Grabmal, das sich an anderer Stelle befand, errichtet worden sein oder alternativ ein leeres Grab geblieben sein, weil der Leichnam des Verstorbenen verschollen oder zerstört war und deshalb nicht bestattet werden konnte. Jean Pouilloux, der diese zweite Theorie vertritt, vermutet etwa, dass Glaukos während einer militärischen Expedition auf das thrakische Festland umgekommen sein könnte. Dafür spricht Pouilloux zufolge auch das für Thasos völlig untypische Porosgestein im Glaukos-Monument, das eventuell aus der Region um die thrakische Stadt Abdera stammt und demnach bewusst als Verweis auf das Ziel von Glaukos' letzter Expedition gewählt worden sei.
Wie die Umgebung des Glaukos-Monuments bei dessen Errichtung aussah, ist kaum bekannt; größere Bauten scheint es auf dem Gebiet der späteren Agora in dieser Phase aber noch nicht gegeben haben. Der Siedlungskern befand sich landeinwärts in nordöstlicher Richtung, im Areal des Artemis-Heiligtums. Es ist trotzdem anzunehmen, dass das Ehrenmal für Glaukos an einem kultisch und infrastrukturell bedeutenden Platz errichtet wurde, wahrscheinlich seitlich eines wichtigen Weges, der von der Küste zu dem frühen Siedlungskern hinaufführte. Auch in anderen griechischen Städtegründungen finden sich an vergleichbaren Stellen die Denk- oder Grabmäler der jeweiligen heroisierten Städtegründer, die damit zugleich den Zugang zur Stadt beschützen sollten.
Teilweise wurde vermutet, bei dem Brentes, dessen „Söhne“ das Denkmal für Glaukos aufstellten, handele es sich dem Namen nach um einen Thraker, was dann wiederum darauf hindeuten könnte, dass es schon bald nach der Gründung der Stadt Thasos gute Beziehungen zwischen den griechischen Neuansiedlern und der thrakischen Bevölkerung der Umgebung gab. Allerdings gibt es dafür keine zuverlässigen und eindeutigen Belege. Brentes könnte genauso gut ein griechischer Name oder alternativ der Name einer Phratrie – also einer der Untergliederungen der Bürgergemeinschaft – der griechischen Siedler auf Thasos gewesen sein. Wenn die zuletzt genannte Vermutung zutrifft, wäre „Söhne des Brentes“ schlicht eine Umschreibung für „die Mitglieder der Phratrie des Brentes“. Diese Erklärung gilt mittlerweile als wahrscheinlich, zumal man andernfalls erklären müsste, warum die leiblichen Söhne eines Brentes nicht ihre eigenen Namen, sondern den ihres Vaters auf den Stein setzten.